# Saint-Christ-Briost
Saint-Christ-Briost é uma comuna francesa na região administrativa de Altos da França, no departamento de Somme. Estende-se por uma área de 7,82 km². Em 2010 a comuna tinha 444 habitantes (densidade: 56,8 hab./km²).